# 덴마크 왕국

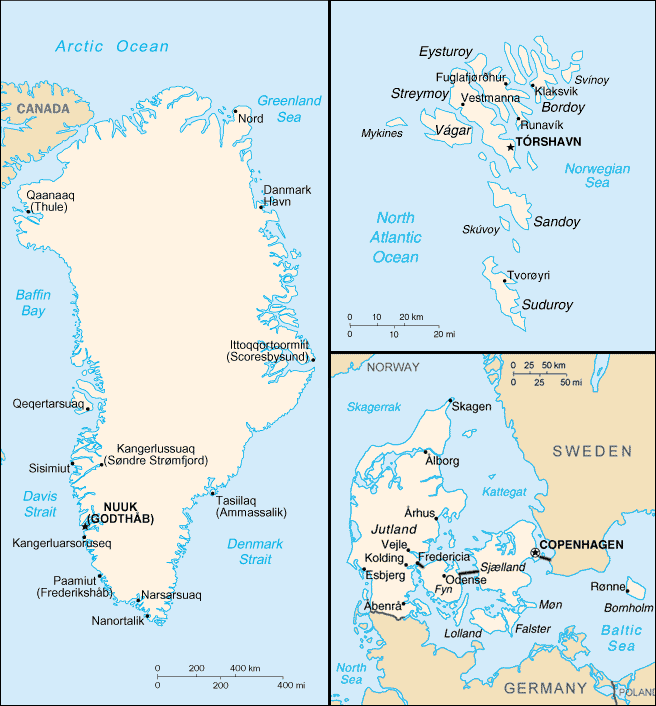
덴마크 왕국의 지도

덴마크 왕국(덴마크어: Kongeriget Danmark 콩에리에트 단마르크[*])은 덴마크 본토와 페로 제도, 그린란드 세 자치체로 이루어진 입헌군주국이다. 셋 중 덴마크만이 유럽 연합에 가입해 있다.

## 구성국
| 나라 및 지역 | 인구 (명) (2011년 기준) | 비율 (%) | 면적 (km2)   | 비율 (%) | 인구 밀도 (명/km2) |
| 덴마크 본토  | 5,564,219명             | 98.1%    | 43,094km2    | 1.95%    | 128명/km2          |
| 페로 제도    | 49,267명                | 0.9%     | 1,399km2     | 0.06%    | 35명/km2           |
| 그린란드     | 57,695명                | 1.0%     | 2,175,600km2 | 97.99%   | 0.027명/km2        |
| 덴마크 왕국  | 5,671,181명             | 100.0%   | 2,210,579km2 | 100.0%   | 2.6명/km2          |

## 역사
8세기부터 11세기 사이에 노르드인이 헤브리디스 제도, 셰틀랜드 제도, 오크니 제도, 페로 제도, 아이슬란드, 그린란드를 발견하면서 정착했다. 이들 가운데 일부는 잉글랜드, 아일랜드, 노르망디의 일부를 정복했고 키예프 대공국의 수립 과정에 참여했다. 노르드인은 북쪽으로는 그린란드, 남쪽으로는 콘스탄티노폴리스에 이르렀을 정도로 러시아의 하천을 지나가는 무역로를 형성했다.
1536년에는 덴마크와 노르웨이 간의 동군연합인 덴마크-노르웨이가 수립되었다. 덴마크와 노르웨이 간의 동군연합은 1814년에 체결된 킬 조약에 따라 소멸되었다. 이 조약에 따라 덴마크는 노르웨이의 속령이었던 아이슬란드, 페로 제도, 그린란드를 보유하게 되었다. 또한 덴마크는 덴마크령 인도(1620년 ~ 1869년, 현재의 인도 타랑감바디), 덴마크령 골드코스트(1658년 ~ 1850년, 현재의 가나), 덴마크령 서인도 제도(1671년 ~ 1917년, 현재의 미국령 버진아일랜드)를 식민지로 삼았다.
아이슬란드는 1874년에 덴마크로부터 자치권을 획득했다. 1918년에는 덴마크와의 동군연합 관계에 있던 주권 국가인 아이슬란드 왕국이 수립되었다. 1944년에는 아이슬란드가 군주제를 폐지했고 1948년에는 페로 제도가 덴마크로부터 자치권을 획득했다.
그린란드는 1950년에 덴마크의 단일 식민지인 그린란드 식민지가 되었으며 1953년에는 덴마크를 구성하던 주 가운데 하나인 그린란드 주로 개편되었다. 1973년 덴마크는 페로 제도와는 별도로 유럽 경제 공동체(현재의 유럽 연합)에 가입했지만 그린란드는 1985년에 유럽 연합을 탈퇴했다.
1979년에는 그린란드가 덴마크로부터 자치권을 획득했으며 2009년에는 그린란드 자치법에 따라 그린란드의 자치권이 확대되었다. 이는 그린란드에서 천연 자원이 발견되면서 형성된 독립 추진 여론에 따른 것이다. 유럽 연합에 가입하지 않은 페로 제도는 북해에 위치한 유전 지대의 석유 개발을 추진하고 있다.

## 법적 지위
덴마크는 왕국 내에서 중심적 지위에 있으며 페로 제도, 그린란드에 대해서는 입법권, 행정권, 사법권을 행사한다. 페로 제도 자치법에 따르면 페로 제도는 덴마크 왕국에 존재하는 주민들의 공동체로 규정하고 있다. 그린란드 자치법은 페로 제도와 같은 정의를 두고 있지 않지만 그린란드의 주민들은 국제법에 따른 주민들의 자결권을 갖는다고 명시되어 있다.

## 정치
덴마크 의회(Folketing)는 179석으로 구성되어 있다. 비례대표제에 따라 덴마크 본토에서 175명, 그린란드와 페로 제도에서 각 2명을 선출한다. 총선은 적어도 4년마다 열리는데 덴마크의 총리는 임기 중에 의회를 해산할 수 있다.
페로 제도와 그린란드는 각각 1948년과 1979년에 광범위한 자치권을 부여받았다. 그린란드는 31석으로 구성된 의회(Landsting)를 소유하고 있으며 페로 제도는 33석으로 구성된 의회(Løgting)를 소유하고 있다. 덴마크는 그린란드, 페로 제도를 담당하는 고등판무관을 두고 있으며 자치 의회에서 논의된 사항을 덴마크의 총리에게 전달한다.
1953년에 개정된 덴마크 왕국 헌법은 구성국의 헌법이기 때문에 덴마크의 3개 지역 전체에 적용되지만 내정과 자치에 관한 조항은 이 헌법에 명시되지 않았다. 페로 제도와 그린란드는 모두 내정 문제의 대부분을 자체적으로 관리하고 있다. 이들 지역이 갖고 있는 문제가 왕국 내의 지역 자체에 관한 문제인 경우에는 덴마크 왕국이 아닌 국제적인 합의가 대신한다. 이러한 형태를 취하고 있기 때문에 덴마크는 유럽 연합 회원국으로 남아 있지만 페로 제도와 그린란드는 유럽 연합 외부에 남을 권한을 갖고 있다.

## 같이 보기
- 덴마크 왕국 공동체